# 鈍齒蛇鱔
鈍齒蛇鱔，又稱鈍齒蝮鯙，為輻鰭魚綱鰻鱺目鯙亞目鯙科的其中一種，分布於西太平洋印尼海域，為底棲性魚類，屬肉食性，生活習性不明。

## 擴展閱讀
1. ↑  Smith, D.G.; McCosker, J.; Tighe, K. . The IUCN Red List of Threatened Species. 2019, 2019: e.T195679A2401146. doi:10.2305/IUCN.UK.2019-1.RLTS.T195679A2401146.en .

 維基物種上的相關：鈍齒蛇鱔